# Ашкинази, Зигфрид-Иосиф Григорьевич
Зи́гфрид (Ио́сиф) Григо́рьевич Ашкина́зи (при рождении Иосиф Герцевич Ашкенази; 25 апреля 1880, Одесса — 29 августа 1939, Мехико) — российский и мексиканский социолог, психолог, экономист, журналист, музыкальный и театральный критик.

## Биография
Родился 25 апреля (по старому стилю) 1880 года в семье брест-литовского мещанина, табачного фабриканта Герца Ашкенази и Таубы Ашкенази. По настоянию отца поступил в Одесское коммерческое училище. Но затем училище бросил и устроился матросом на российских и британских судах. Занимался в Херсонском мореходном училище и получил диплом штурмана (1903). Служил офицером на теплоходе «Княгиня Ольга». В 1897 году опубликовал в Одессе свою первую статью «Что такое искусство?». С 1898 года состоял в Революционной социалистической партии.
Увлекался литературой и театром, посещал Одесское литературное общество. В 1904 уехал в Лейпциг, где поступил в университет. Получил в 1907 году докторскую степень по философии под руководством профессора В. М. Вундта, читал лекции на тему «Философия пола». В 1907 Ашкинази ненадолго возвратился в Россию. В Петербурге читал лекции по искусствоведению, его внимание привлекла фигура Вагнера, публиковал статьи о нём в музыкальных и театральных изданиях. В 1908 году встретил свою будущую супругу, Анну Фарбштейн. Переписывался с В. Э. Мейерхольдом. Был театральным критиком в петербургских журналах «Образование» и «Новый журнал для всех». В 1910 переехал в Мюнхен. Работал над исследованием о творчестве Вагнера. Выпустил книгу о Рихарде Вагнере (на немецком) в 1914 году — «Жизнь и творчество Рихарда Вагнера». С 1910 по 1914 жил и работал в Мюнхене, где познакомился с книгой Отто Вейнингера, «Пол и характер». С 1914 года возвратился снова в Россию, где опубликовал книгу «Очерки об искусстве». Был также военным корреспондентом Красного Креста, с 1917 года — депутат Петроградского совета, тогда же опубликовал книгу «Один год в окопах», созданную на основе ответов солдат на вопросы о войне.

## Эмиграция
8 ноября 1917 года навсегда покинул Россию. Некоторое время проживал в Финляндии, где выступал с лекциями («Душа большевизма», «Русская интеллигенция: от Герцена до Ленина» и др.) и сотрудничал с газетами. Написал книгу «Происхождение большевизма», которая опубликована в Финляндии в 1919 году, в Гельсингфорсе. В книге исследовал происхождение революций от Спартака в Древнем Риме до социализма в России. Позднее, эмигрировав в Мексику, продолжил исследование этой темы и выпустил в 1934 году книгу «Проблема социализма в Мексике», в которой утверждал, что Октябрьская революция превратила доктрину социализма в фанатичную религию. С 1920 года проживал в Праге, там входил в правление Союза русских писателей и журналистов, сотрудничал с Л. Ф. Магеровским. Затем едет на Подкарпатскую Русь, несколько лет провел в Ужгороде, где проводил культурно-образовательные мероприятия и сотрудничал с газетой «Русская земля».
В 1925 году переехал в Париж, где увлекся серологией и изучал её с исследователями в институте Пастера, продолжая исследовать человеческие расы и этнические группы. Именно проживая в Париже, впервые заинтересовался латиноамериканской культурой и с 1928 года начал писать статьи по искусству и культуре в латиноамериканские газеты.

### Жизнь в Мексике
По просьбе мексиканского президента Эмилио Портеса Хиля в 1929 году написал доклад об использовании кинематографа в образовательных целях и вскоре получил телеграмму от секретаря народного образования, в которой Ашкинази приглашали в Мексику.
В 1929 году эмигрировал в Мексику. Знал почти всех мексиканских министров, был дружен с мексиканскими президентами Портесом Хилем и Ортисом Рубио. Ему было поручено организовать мастер-классы по созданию образовательных фильмов. Однако критика журналистов не позволила реализовать этот проект и имидж Ашкинази в Мексике был испорчен. В кампании по производству образовательных фильмов Ашкинази из-за этого отвели только техническую роль. Внёс большой вклад в развитие этой страны в качестве консультанта мексиканского правительства, социолога и экономиста. Продолжал посещать заседания масонских лож, был посетителем ложи «Атлантида» № 15 в Меридоне на Юкатане и ложи «Феникс» № 13 в Мексике.
С 1930 года публиковал в газете El Nacional философские и культурно-просветительские статьи, в частности, о выдающихся представителях русской литературы, о театре Кальдерона, о Шекспире. Вскоре Ашкинази заинтересовался социально-экономическими проблемами Мексики и проблемами коренных народов. В мае 1930 года совершил поездку по стране по поручению газеты, затем уехал в Мериду. В 1934 году написал уже для следующего президента, Ласаро Карденаса, труд «Проблемы социализма в Мексике», для министерства просвещения — «Аграрные проблемы Юкатана» в 1936 году. Прожил в Мексике 10 лет, скончался в 1939 году.

## Масонство
С середины 20-х годов масон, член парижской ложи «Астрея» № 500 (ВЛФ). Был посвящён в ученики 16 октября 1926 года. Возвышен (на заседаниях ложи «Гермес») в степень подмастерья — 31 января 1927 года, в степень мастера-масона — 25 октября 1927 года.

## Семья
Супруга — Анна Дмитриевна Фарбштейн. Дочь — Татьяна Де Ля Мора. Внуки — Энрике, Алехандро, Пабло и Эсперанса Де Ля Мора.

## Избранные публикации и книги
- Женщина и человек (Санкт-Петербург, 1909)
- История половой жизни человека (По книге Мюллера. Санкт-Петербург, 1909)
- Театр Вагнера. М.: Б.и., 1909
- Трагедия, мистерия и моралитет // Ежегодник императорских театров. 1912. — № 7. — С. 1-31
- Lex Parsifal // Музыка. 1913. № 128, С. 322—326.
- Юношеские произведения Вагнера // Аполлон. 1913. № 7. С. 38 — 46.
- Бессмертный Петрушка // Ежегодник императорских театров. 1914.-№ 4.-С. 1-18
- Искусство и война // Новая жизнь. 1915. № 3. — С. 131—142
- Театр Кальдерона // Ежегодник императорских театров. 1915. — С. 230—251
- La escuela racionalista de Tabasco («Рационалистическая школа Табаско») // Мексика. 1933.
- El problema del socialismo en México («Проблемы социализма в Мексике») // Мексика. 1934.
- El problema agrario de Yucatán («Аграрные проблемы Юкатана») // 1936.
- México indígena (Мексиканские индейцы) // 1939[14].